# Katie Boland
Katherine Lenora Boland (Toronto, 14 de fevereiro de 1988), mais conhecida como Katie Boland, é uma atriz, escritora, diretora e produtora canadense, também conhecida por ser filha da cineasta canadense Gail Harvey. Ela começou sua carreira como atriz infantil no cinema e na televisão e desde então se ramificou em papéis adultos, além de escrever, dirigir e produzir seus próprios projetos.

## Início de vida
Boland nasceu e cresceu em Toronto, e começou sua carreira como atriz infantil e seu primeiro papel foi na minissérie da CBS, The Third Twin (1997), ao lado de Kelly McGillis e Jason Gedrick.

## Carreira
Em sua juventude, Boland tornou-se conhecida por seus papéis nos programas infantis canadenses de televisão Noddy e The Zack Files. Posteriormente, estrelou a minissérie dramática Terminal City (2005). Em 2007, Boland estrelou como Christine no filme original do Hallmark Channel, The Note; ela também estrelou sua sequência de 2009, Taking a Chance on Love.
Em 2008, Boland apareceu em Adoration, de Atom Egoyan, e em 2009, ela foi escolhida por Elle como uma dos três canadenses a serem assistidas. No ano seguinte, ela desempenhou um papel coadjuvante em Daydream Nation (2010), de Michael Goldbach. Em 2012, ela apareceu no filme de Paul Thomas Anderson, The Master.
Em 2013, Boland escreveu, produziu e estrelou a série da web do Hulu, Long Story, Short, cocriada com sua mãe Gail Harvey, que também a dirigiu. A série foi filmada na casa onde ela cresceu e foi baseada em seus ensaios pessoais "The Summer I Lost My Mind". Por seu papel na série, Boland ganhou o Canadian Screen Award em 2014. Ela também ganhou o prêmio de Melhor Atriz no Vancouver Web Series Festival inaugural, entre outras indicações, por sua atuação em Long Story, Short. Mais tarde naquele mesmo ano, ela foi escolhida como uma das "10 To Watch" anuais da Playback.[carece de fontes?]
De 2013 a 2015, Boland estrelou o papel recorrente de Clarissa na série de sucesso Reign da CW. Em 2015, Boland desempenhou um papel coadjuvante em Born to Be Blue (2015), ao lado de Ethan Hawke, que estreou no Festival Internacional de Cinema de Toronto, e também estrelou como parte de um elenco no filme People Hold On, que foi indicado ao Canadian Screen Award.
Em 2017, ela estrelou o filme de suspense de baixo orçamento Cardinals, ao lado de Sheila McCarthy, Grace Glowicki e Noah Reid. O filme estreou na seção Discovery do Festival Internacional de Cinema de Toronto de 2017.
Em 2016, Boland recebeu uma bolsa da bravoFACT para dirigir e estrelar um curta-metragem, que ela também escreveu, intitulado Lolz-Ita. O filme é sobre a vida de um jovem de 22 anos, ingênuo, mas experiente em internet, que se torna uma celebridade no Instagram. Gail Harvey (sua mãe) e Lauren Collins coproduziram o filme ao lado de Boland. Em 2017, foi anunciado que Lolz-Ita seria exibida no TIFF Bell Lightbox como parte da campanha Share Her Journey do Festival Internacional de Cinema de Toronto para "defender mulheres contadoras de histórias". O filme também foi selecionado para exibição no 24º Festival Anual de Cinema de Austin.
Em 2020, começou a produção do longa-metragem de estreia de Boland na direção, We're All in This Together. Baseado no romance homônimo de Amy Jones, o filme também é estrelado por Boland como os gêmeos Finn e Nicki Parker ao lado de Martha Burns e Alisha Newton. Boland escreveu a adaptação do roteiro. O filme foi lançado em 6 de julho de 2021.[carece de fontes?]
Além de atuar, escrever roteiros e dirigir, Boland escreveu um romance e trabalha como jornalista ocasional para diversas publicações de mídia, incluindo Toronto Star, BlogTO, SheDoesTheCity e TChad Quarterly. O trabalho escrito de Boland concentra-se principalmente nas questões e relacionamentos das mulheres.

## Vida pessoal
A mãe de Boland é a premiada diretora canadense Gail Harvey. Juntos, eles possuem uma produtora, Straight Shooters. Seu pai é o jornalista Kevin Boland e seu irmão, que atende pelo nome artístico de Spark Houston, é um rapper.
O documentário Paper Promises (2010) é sobre seu avô Larry Harvey, um músico country, e foi dirigido por seu tio Shane Harvey.

## Filmografia
As produções que Katie atuou são:
| Ano       | Título                               | Papel                           | Notas                                         |
| --------- | ------------------------------------ | ------------------------------- | --------------------------------------------- |
| 1995      | Lollo rosso                          |                                 |                                               |
| 1997      | The Third Twin                       | Bold Twin                       | Filme de TV                                   |
| 1998      | Noddy in Toyland                     | Kate                            | Série de TV                                   |
| 1998      | God's New Plan                       | Lindsay Hutton                  | Filme de TV                                   |
| 1999      | Judgment Day: The Ellie Nesler Story | Young Ellie Nesler (uncredited) |                                               |
| 1999      | Striking Poses                       | Garota Motel                    |                                               |
| 1999      | The Life Before This                 | Filha de Jake                   |                                               |
| 2000      | In a Heartbeat                       | Amy                             | Episodio: "Things That Go Bump in the Night"  |
| 2000      | One True Love                        | Laura                           | Filme de TV                                   |
| 2000–2002 | The Zack Files                       | 'Gwen'                          | 48 episodios                                  |
| 2002      | Guilty Hearts                        | Elly Moran                      | Filme de TV                                   |
| 2002      | Salem Witch Trials                   | Annie Putnam                    | Minissérie de TV                              |
| 2003      | Guest Room                           |                                 | Curta-metragem                                |
| 2004      | Some Things That Stay                | Tamara Anderson                 |                                               |
| 2005      | Shania: A Life in Eight Albums       | Jill, de 13–24 anos de idade    | Filme de TV                                   |
| 2005      | The Stranger I Married               | Tracy Evanshen                  | Filme de TV                                   |
| 2005      | Terminal City                        | Sarah                           | 10 episodios                                  |
| 2006      | Mount Pleasant                       | Nadia                           |                                               |
| 2006      | Four Extraordinary Women             | Mary                            | Filme de TV                                   |
| 2007      | The Note                             | Christine                       | Filme de TV                                   |
| 2008      | Adoration                            | Hannah                          |                                               |
| 2008      | Growing Op                           | Hope Dawson                     |                                               |
| 2009      | Fateful                              | Nomi                            | Curta-metragem Escritora, diretora, produtora |
| 2009      | Taking a Chance on Love              | Christine                       | Filme de TV                                   |
| 2009      | Dancing Trees                        | Martha Rooney                   |                                               |
| 2010      | The Making of Plus One               | Starlet                         |                                               |
| 2010      | Pooka                                | Abigail Pooka Cooke             | Curta-metragem                                |
| 2010      | Die                                  | Melody Chambers                 |                                               |
| 2010      | Daydream Nation                      | Jenny                           |                                               |
| 2010      | Murdoch Mysteries                    | Irmã Theresa                    |                                               |
| 2013      | Reign                                | Clarissa                        | Série de TV                                   |